# اهتراء المعادن بالاحتكاك

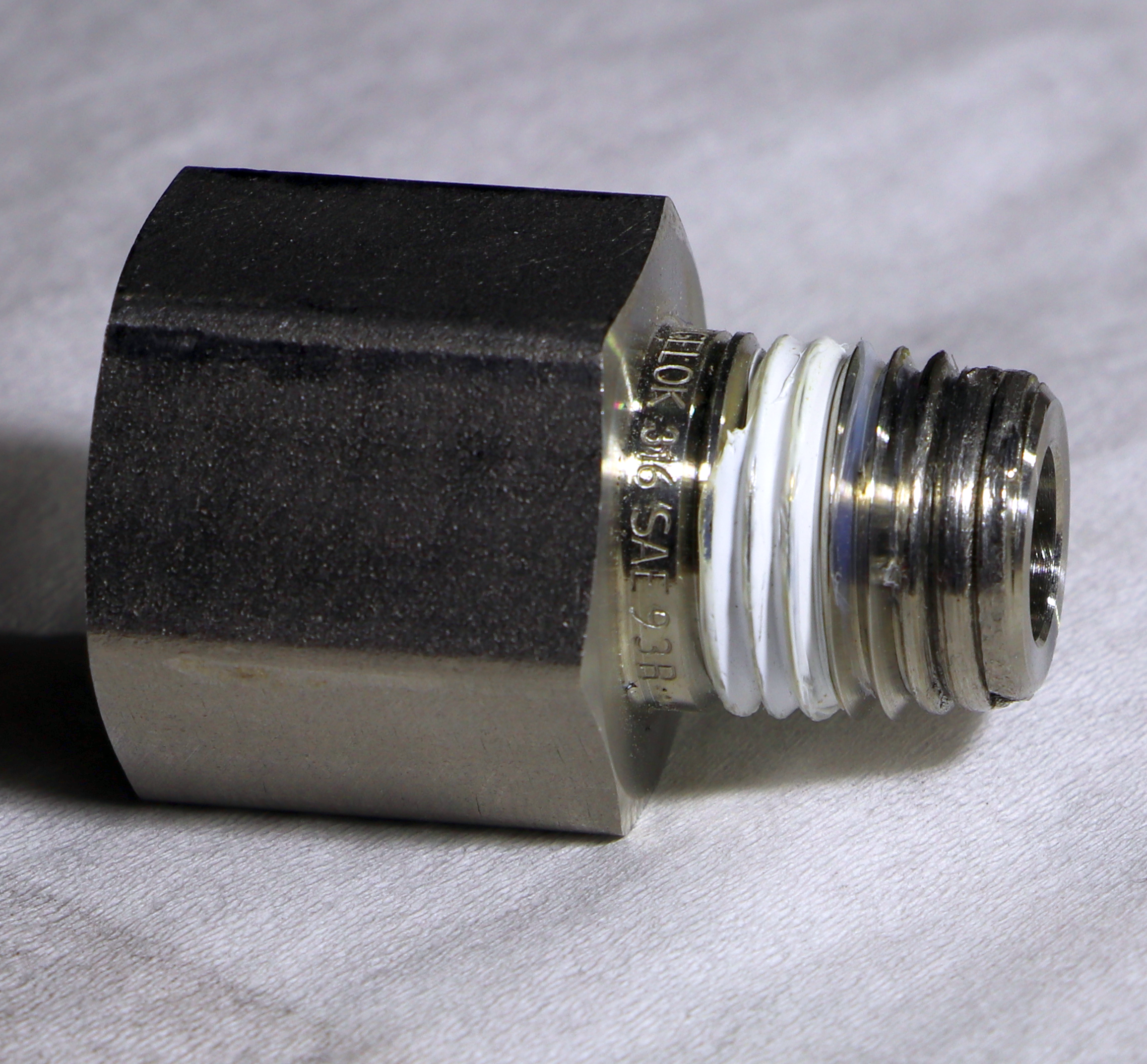
سدادة أنبوب صرف صحي مهترئة بالاحتكاك.

اهتراء المعادن بالاحتكاك هو نوع من أنواع الاهتراء بسبب الاحتكاك الناجم عن الوقوع بين سطحين منزلقين؛ خاصة عند تطبيق ضغط يحصر المادة في مجال ضيق مما يسبب التصاق السطوح. تؤدي هذه الظروف إلى حدوث تشوه في البنية البلورية تحت السطحية. مع استمرار الضغط المطبق يؤدي ذلك إلى حشر المادة في المكان الضيق أو حتى حدوث اللحام احتكاكي.
يكثر حدوث اهتراء المعادن بالاحتكاك في معدات وتجهيزات الصرف الصحي المنزلية، وخاصة في التحزيزات المعدنية لها التي تمكن من تدويرها.